# Bladtjärnen (Gagnefs socken, Dalarna)
Bladtjärnen är en sjö i Gagnefs kommun i Dalarna och ingår i Dalälvens huvudavrinningsområde.